# Okręg wyborczy nr 35 do Sejmu Rzeczypospolitej Polskiej (1993–2001)
Okręg wyborczy nr 35 do Sejmu Rzeczypospolitej Polskiej (1993–2001) obejmował województwo poznańskie. W ówczesnym kształcie został utworzony w 1993. Wybieranych było w nim 14 posłów w systemie proporcjonalnym.
Siedzibą okręgowej komisji wyborczej był Poznań.

## Wyniki wyborów
| Podział 14 mandatów: SLD: 4 UP: 3 PSL: 2 UD: 5 |

| Podział 14 mandatów: SLD: 6 UW: 3 AWS: 5 |

## Reprezentanci okręgu
| Sejm | Rok  | Poseł KW                                          | Poseł KW                                          | Poseł KW                                          | Poseł KW                                          | Poseł KW                                          | Poseł KW                                          | Poseł KW                                          | Poseł KW                                          | Poseł KW                                          | Poseł KW                                          | Poseł KW                                          | Poseł KW                                          | Poseł KW                                          | Poseł KW                                          | Poseł KW                                          | Poseł KW                                          | Poseł KW                                          | Poseł KW                                          | Poseł KW                                          | Poseł KW                                          | Poseł KW                                          | Poseł KW                                          | Poseł KW                                          | Poseł KW                                          | Poseł KW                                          | Poseł KW                                          | Poseł KW                                          | Poseł KW                                          |
| ---- | ---- | ------------------------------------------------- | ------------------------------------------------- | ------------------------------------------------- | ------------------------------------------------- | ------------------------------------------------- | ------------------------------------------------- | ------------------------------------------------- | ------------------------------------------------- | ------------------------------------------------- | ------------------------------------------------- | ------------------------------------------------- | ------------------------------------------------- | ------------------------------------------------- | ------------------------------------------------- | ------------------------------------------------- | ------------------------------------------------- | ------------------------------------------------- | ------------------------------------------------- | ------------------------------------------------- | ------------------------------------------------- | ------------------------------------------------- | ------------------------------------------------- | ------------------------------------------------- | ------------------------------------------------- | ------------------------------------------------- | ------------------------------------------------- | ------------------------------------------------- | ------------------------------------------------- |
| II   | 1993 |                                                   | H. Suchocka UD (1993) UW (1997)                   |                                                   | W. Ziółkowska UP                                  |                                                   | K. Łybacka SLD                                    |                                                   | T. Tomaszewski SLD                                |                                                   | M. Król PSL                                       |                                                   | T. Mazowiecki UD                                  |                                                   | S. Kalemba PSL                                    |                                                   | S. Stec SLD                                       |                                                   | E. Lewicka-Łęgowska SLD                           |                                                   | K. Napierała UP                                   |                                                   | A. Aumiller UP                                    |                                                   | A. Machowski UD                                   |                                                   | K. Działoszyński UD (1993) UW (1997)              |                                                   | P. Buczkowski UD                                  |
| III  | 1997 |                                                   | H. Suchocka UD (1993) UW (1997)                   |                                                   | S. Pusz SLD                                       |                                                   | K. Łybacka SLD                                    | J. Pałubicki AWS                                  | T. Tomaszewski SLD                                |                                                   | P. Łączkowski AWS                                 |                                                   | P. Arndt AWS                                      | M. Jacków SLD                                     |                                                   | M. Libicki AWS                                    | S. Stec SLD                                       |                                                   | B. Dankowski SLD                                  |                                                   | M. Zieliński UW                                   |                                                   |                                                   | U. Wachowska AWS                                  |                                                   |                                                   | K. Działoszyński UD (1993) UW (1997)              |                                                   |                                                   |
| IV   | 2001 | okręg zniesiony – patrz okręgi nr 36, 37, 38 i 39 | okręg zniesiony – patrz okręgi nr 36, 37, 38 i 39 | okręg zniesiony – patrz okręgi nr 36, 37, 38 i 39 | okręg zniesiony – patrz okręgi nr 36, 37, 38 i 39 | okręg zniesiony – patrz okręgi nr 36, 37, 38 i 39 | okręg zniesiony – patrz okręgi nr 36, 37, 38 i 39 | okręg zniesiony – patrz okręgi nr 36, 37, 38 i 39 | okręg zniesiony – patrz okręgi nr 36, 37, 38 i 39 | okręg zniesiony – patrz okręgi nr 36, 37, 38 i 39 | okręg zniesiony – patrz okręgi nr 36, 37, 38 i 39 | okręg zniesiony – patrz okręgi nr 36, 37, 38 i 39 | okręg zniesiony – patrz okręgi nr 36, 37, 38 i 39 | okręg zniesiony – patrz okręgi nr 36, 37, 38 i 39 | okręg zniesiony – patrz okręgi nr 36, 37, 38 i 39 | okręg zniesiony – patrz okręgi nr 36, 37, 38 i 39 | okręg zniesiony – patrz okręgi nr 36, 37, 38 i 39 | okręg zniesiony – patrz okręgi nr 36, 37, 38 i 39 | okręg zniesiony – patrz okręgi nr 36, 37, 38 i 39 | okręg zniesiony – patrz okręgi nr 36, 37, 38 i 39 | okręg zniesiony – patrz okręgi nr 36, 37, 38 i 39 | okręg zniesiony – patrz okręgi nr 36, 37, 38 i 39 | okręg zniesiony – patrz okręgi nr 36, 37, 38 i 39 | okręg zniesiony – patrz okręgi nr 36, 37, 38 i 39 | okręg zniesiony – patrz okręgi nr 36, 37, 38 i 39 | okręg zniesiony – patrz okręgi nr 36, 37, 38 i 39 | okręg zniesiony – patrz okręgi nr 36, 37, 38 i 39 | okręg zniesiony – patrz okręgi nr 36, 37, 38 i 39 | okręg zniesiony – patrz okręgi nr 36, 37, 38 i 39 |

### Wybory parlamentarne 1993
| Komitet wyborczy                                      | Komitet wyborczy                                         | Głosów  | %     | Mandaty | Wybrani posłowie                                                                             |
| ----------------------------------------------------- | -------------------------------------------------------- | ------- | ----- | ------- | -------------------------------------------------------------------------------------------- |
|                                                       | Unia Demokratyczna                                       | 123 594 | 22,87 | 5       | Hanna Suchocka, Tadeusz Mazowiecki, Andrzej Machowski, Karol Działoszyński, Piotr Buczkowski |
|                                                       | Sojusz Lewicy Demokratycznej                             | 100 685 | 18,63 | 4       | Krystyna Łybacka, Tadeusz Tomaszewski, Stanisław Stec, Ewa Lewicka-Łęgowska                  |
|                                                       | Unia Pracy                                               | 78 750  | 14,57 | 3       | Wiesława Ziółkowska, Konrad Napierała, Andrzej Aumiller                                      |
|                                                       | Polskie Stronnictwo Ludowe                               | 54 204  | 10,03 | 2       | Marian Król, Stanisław Kalemba                                                               |
|                                                       | Unia Polityki Realnej                                    | 28 675  | 5,31  | –       |                                                                                              |
|                                                       | Katolicki Komitet Wyborczy „Ojczyzna”                    | 26 233  | 4,85  | –       |                                                                                              |
|                                                       | Kongres Liberalno-Demokratyczny                          | 21 109  | 3,91  | –       |                                                                                              |
|                                                       | Bezpartyjny Blok Wspierania Reform                       | 18 656  | 3,45  | –       |                                                                                              |
|                                                       | Partia X                                                 | 15 503  | 2,87  | –       |                                                                                              |
|                                                       | Niezależny Samorządny Związek Zawodowy „Solidarność”     | 14 568  | 2,70  | –       |                                                                                              |
|                                                       | Porozumienie Centrum                                     | 13 018  | 2,41  | –       |                                                                                              |
|                                                       | Samoobrona – Leppera                                     | 12 667  | 2,34  | –       |                                                                                              |
|                                                       | Konfederacja Polski Niepodległej                         | 11 395  | 2,11  | –       |                                                                                              |
|                                                       | Koalicja dla Rzeczypospolitej                            | 7819    | 1,45  | –       |                                                                                              |
|                                                       | Polskie Stronnictwo Ludowe – Porozumienie Ludowe         | 7064    | 1,31  | –       |                                                                                              |
|                                                       | Polska Unia Pracujących                                  | 2987    | 0,55  | –       |                                                                                              |
|                                                       | NOT Stowarzyszenia Techniczne                            | 1416    | 0,26  | –       |                                                                                              |
|                                                       | Polska Wspólnota Narodowa – Polskie Stronnictwo Narodowe | 1188    | 0,22  | –       |                                                                                              |
|                                                       | Ojczyzna – Lista Polska                                  | 893     | 0,17  | –       |                                                                                              |
| Frekwencja: 59,33% Źródło: Państwowa Komisja Wyborcza |                                                          |         |       |         |                                                                                              |

Poniższa tabela przedstawia podział mandatów dla komitetów wyborczych na podstawie uzyskanych głosów, a następnie obliczonych ilorazów wyborczych na podstawie metody D’Hondta.
| Podział mandatów dla komitetów wyborczych na podstawie metody D’Hondta | Podział mandatów dla komitetów wyborczych na podstawie metody D’Hondta | Podział mandatów dla komitetów wyborczych na podstawie metody D’Hondta | Podział mandatów dla komitetów wyborczych na podstawie metody D’Hondta | Podział mandatów dla komitetów wyborczych na podstawie metody D’Hondta | Podział mandatów dla komitetów wyborczych na podstawie metody D’Hondta | Podział mandatów dla komitetów wyborczych na podstawie metody D’Hondta | Podział mandatów dla komitetów wyborczych na podstawie metody D’Hondta | Podział mandatów dla komitetów wyborczych na podstawie metody D’Hondta | Podział mandatów dla komitetów wyborczych na podstawie metody D’Hondta | Podział mandatów dla komitetów wyborczych na podstawie metody D’Hondta | Podział mandatów dla komitetów wyborczych na podstawie metody D’Hondta | Podział mandatów dla komitetów wyborczych na podstawie metody D’Hondta |
| Komitet wyborczy                                                       | Komitet wyborczy                                                       | Liczba głosów                                                          | Iloraz wyborczy                                                        | Iloraz wyborczy                                                        | Iloraz wyborczy                                                        | Iloraz wyborczy                                                        | Iloraz wyborczy                                                        | Iloraz wyborczy                                                        | Iloraz wyborczy                                                        | Iloraz wyborczy                                                        | Mandaty                                                                | TP                                                                     |
| Komitet wyborczy                                                       | Komitet wyborczy                                                       | Liczba głosów                                                          | /1                                                                     | /2                                                                     | /3                                                                     | /4                                                                     | /5                                                                     | /6                                                                     | ...                                                                    | /14                                                                    | Mandaty                                                                | TP                                                                     |
| ---------------------------------------------------------------------- | ---------------------------------------------------------------------- | ---------------------------------------------------------------------- | ---------------------------------------------------------------------- | ---------------------------------------------------------------------- | ---------------------------------------------------------------------- | ---------------------------------------------------------------------- | ---------------------------------------------------------------------- | ---------------------------------------------------------------------- | ---------------------------------------------------------------------- | ---------------------------------------------------------------------- | ---------------------------------------------------------------------- | ---------------------------------------------------------------------- |
|                                                                        | Unia Demokratyczna                                                     | 123 594                                                                | 123 594                                                                | 61 797                                                                 | 41 198                                                                 | 30 899                                                                 | 24 719                                                                 | 20 599                                                                 | ...                                                                    | 8828                                                                   | 5                                                                      | 4,47                                                                   |
|                                                                        | Sojusz Lewicy Demokratycznej                                           | 100 685                                                                | 100 685                                                                | 50 343                                                                 | 33 562                                                                 | 25 171                                                                 | 20 137                                                                 | 16 781                                                                 | ...                                                                    | 7192                                                                   | 4                                                                      | 3,64                                                                   |
|                                                                        | Unia Pracy                                                             | 78 750                                                                 | 78 750                                                                 | 39 375                                                                 | 26 250                                                                 | 19 688                                                                 | 15 750                                                                 | 13 125                                                                 | ...                                                                    | 5625                                                                   | 3                                                                      | 2,85                                                                   |
|                                                                        | Polskie Stronnictwo Ludowe                                             | 54 204                                                                 | 54 204                                                                 | 27 102                                                                 | 18 068                                                                 | 13 551                                                                 | 10 841                                                                 | 9034                                                                   | ...                                                                    | 3872                                                                   | 2                                                                      | 1,96                                                                   |
|                                                                        | Bezpartyjny Blok Wspierania Reform                                     | 18 656                                                                 | 18 656                                                                 | 9328                                                                   | 6219                                                                   | 4664                                                                   | 3731                                                                   | 3109                                                                   | ...                                                                    | 1333                                                                   | 0                                                                      | 0,67                                                                   |
|                                                                        | Konfederacja Polski Niepodległej                                       | 11 395                                                                 | 11 395                                                                 | 5698                                                                   | 3798                                                                   | 2849                                                                   | 2279                                                                   | 1899                                                                   | ...                                                                    | 814                                                                    | 0                                                                      | 0,41                                                                   |
| Ogółem                                                                 | Ogółem                                                                 | 387 284                                                                | —                                                                      | —                                                                      | —                                                                      | —                                                                      | —                                                                      | —                                                                      | —                                                                      | —                                                                      | 14                                                                     | 14                                                                     |

### Wybory parlamentarne 1997
| Komitet wyborczy                                      | Komitet wyborczy                          | Głosów  | %     | Mandaty | Wybrani posłowie                                                                                           |
| ----------------------------------------------------- | ----------------------------------------- | ------- | ----- | ------- | --- |
|                                                       | Sojusz Lewicy Demokratycznej              | 158 273 | 31,35 | 6       | Krystyna Łybacka, Tadeusz Tomaszewski, Stanisław Stec, Sylwia Pusz, Mieczysław Jacków, Bronisław Dankowski |
|                                                       | Akcja Wyborcza Solidarność                | 136 066 | 26,95 | 5       | Janusz Pałubicki, Paweł Łączkowski, Paweł Arndt, Marcin Libicki, Urszula Wachowska                         |
|                                                       | Unia Wolności                             | 92 464  | 18,31 | 3       | Hanna Suchocka, Marek Zieliński, Karol Działoszyński                                                       |
|                                                       | Unia Pracy                                | 34 353  | 6,80  | –       | |
|                                                       | Polskie Stronnictwo Ludowe                | 23 780  | 4,71  | –       | |
|                                                       | Unia Prawicy Rzeczypospolitej             | 17 833  | 3,53  | –       | |
|                                                       | Ruch Odbudowy Polski                      | 16 316  | 3,23  | –       | |
|                                                       | Krajowa Partia Emerytów i Rencistów       | 10 793  | 2,14  | –       | |
|                                                       | Krajowe Porozumienie Emerytów i Rencistów | 8750    | 1,73  | –       | |
|                                                       | Blok dla Polski                           | 4531    | 0,90  | –       | |
|                                                       | Polska Wspólnota Narodowa                 | 1145    | 0,23  | –       | |
|                                                       | Przymierze Samoobrona                     | 589     | 0,12  | –       | |
| Frekwencja: 53,26% Źródło: Państwowa Komisja Wyborcza |                                           |         |       |         | |

Poniższa tabela przedstawia podział mandatów dla komitetów wyborczych na podstawie uzyskanych głosów, a następnie obliczonych ilorazów wyborczych na podstawie metody D’Hondta.
| Podział mandatów dla komitetów wyborczych na podstawie metody D’Hondta | Podział mandatów dla komitetów wyborczych na podstawie metody D’Hondta | Podział mandatów dla komitetów wyborczych na podstawie metody D’Hondta | Podział mandatów dla komitetów wyborczych na podstawie metody D’Hondta | Podział mandatów dla komitetów wyborczych na podstawie metody D’Hondta | Podział mandatów dla komitetów wyborczych na podstawie metody D’Hondta | Podział mandatów dla komitetów wyborczych na podstawie metody D’Hondta | Podział mandatów dla komitetów wyborczych na podstawie metody D’Hondta | Podział mandatów dla komitetów wyborczych na podstawie metody D’Hondta | Podział mandatów dla komitetów wyborczych na podstawie metody D’Hondta | Podział mandatów dla komitetów wyborczych na podstawie metody D’Hondta | Podział mandatów dla komitetów wyborczych na podstawie metody D’Hondta | Podział mandatów dla komitetów wyborczych na podstawie metody D’Hondta | Podział mandatów dla komitetów wyborczych na podstawie metody D’Hondta |
| Komitet wyborczy                                                       | Komitet wyborczy                                                       | Liczba głosów                                                          | Iloraz wyborczy                                                        | Iloraz wyborczy                                                        | Iloraz wyborczy                                                        | Iloraz wyborczy                                                        | Iloraz wyborczy                                                        | Iloraz wyborczy                                                        | Iloraz wyborczy                                                        | Iloraz wyborczy                                                        | Iloraz wyborczy                                                        | Mandaty                                                                | TP                                                                     |
| Komitet wyborczy                                                       | Komitet wyborczy                                                       | Liczba głosów                                                          | /1                                                                     | /2                                                                     | /3                                                                     | /4                                                                     | /5                                                                     | /6                                                                     | /7                                                                     | ...                                                                    | /14                                                                    | Mandaty                                                                | TP                                                                     |
| ---------------------------------------------------------------------- | ---------------------------------------------------------------------- | ---------------------------------------------------------------------- | ---------------------------------------------------------------------- | ---------------------------------------------------------------------- | ---------------------------------------------------------------------- | ---------------------------------------------------------------------- | ---------------------------------------------------------------------- | ---------------------------------------------------------------------- | ---------------------------------------------------------------------- | ---------------------------------------------------------------------- | ---------------------------------------------------------------------- | ---------------------------------------------------------------------- | ---------------------------------------------------------------------- |
|                                                                        | Sojusz Lewicy Demokratycznej                                           | 158 273                                                                | 158 273                                                                | 79 137                                                                 | 52 758                                                                 | 39 568                                                                 | 31 655                                                                 | 26 379                                                                 | 22 610                                                                 | ...                                                                    | 11 305                                                                 | 6                                                                      | 5,19                                                                   |
|                                                                        | Akcja Wyborcza Solidarność                                             | 136 066                                                                | 136 066                                                                | 68 033                                                                 | 45 355                                                                 | 34 017                                                                 | 27 213                                                                 | 22 678                                                                 | 19 438                                                                 | ...                                                                    | 9719                                                                   | 5                                                                      | 4,46                                                                   |
|                                                                        | Unia Wolności                                                          | 92 464                                                                 | 92 464                                                                 | 46 232                                                                 | 30 821                                                                 | 23 116                                                                 | 18 493                                                                 | 15 411                                                                 | 13 209                                                                 | ...                                                                    | 6605                                                                   | 3                                                                      | 3,03                                                                   |
|                                                                        | Polskie Stronnictwo Ludowe                                             | 23 780                                                                 | 23 780                                                                 | 11 890                                                                 | 7927                                                                   | 5945                                                                   | 4756                                                                   | 3963                                                                   | 3397                                                                   | ...                                                                    | 1699                                                                   | 0                                                                      | 0,78                                                                   |
|                                                                        | Ruch Odbudowy Polski                                                   | 16 316                                                                 | 16 316                                                                 | 8158                                                                   | 5439                                                                   | 4079                                                                   | 3263                                                                   | 2719                                                                   | 2331                                                                   | ...                                                                    | 1165                                                                   | 0                                                                      | 0,54                                                                   |
| Ogółem                                                                 | Ogółem                                                                 | 426 899                                                                | —                                                                      | —                                                                      | —                                                                      | —                                                                      | —                                                                      | —                                                                      | —                                                                      | —                                                                      | —                                                                      | 14                                                                     | 14                                                                     |